# Cnaemidophorus
Cnaemidophorus là một chi bướm đêm thuộc họ Pterophoridae.

## Các loài
- Cnaemidophorus horribilis Gibeaux, 1996
- Cnaemidophorus rhododactyla (Denis & Schiffermüller, 1775)
- Cnaemidophorus smithi Gielis, 1992